# 塞尔莱穆利耶尔
塞尔莱穆利耶尔（法語：Serre-les-Moulières，法語發音：[sɛʁ le muljɛʁ]）是法国汝拉省的一个市镇，位于该省北部，属于多勒区。

## 地理
塞尔莱穆利耶尔（47°12'18"N, 5°37'1"E）面积5.67 平方千米，位于法国勃艮第-弗朗什-孔泰大區汝拉省，该省份为法国东部内陆省份，北起上索恩省，西北接科多尔省，西临索恩-卢瓦尔省，南至安省，东与杜省和瑞士接壤。
与塞尔莱穆利耶尔接壤的市镇（或旧市镇、城区）包括：萨利涅、布朗、马朗日、塞尔芒日、泰尔韦。

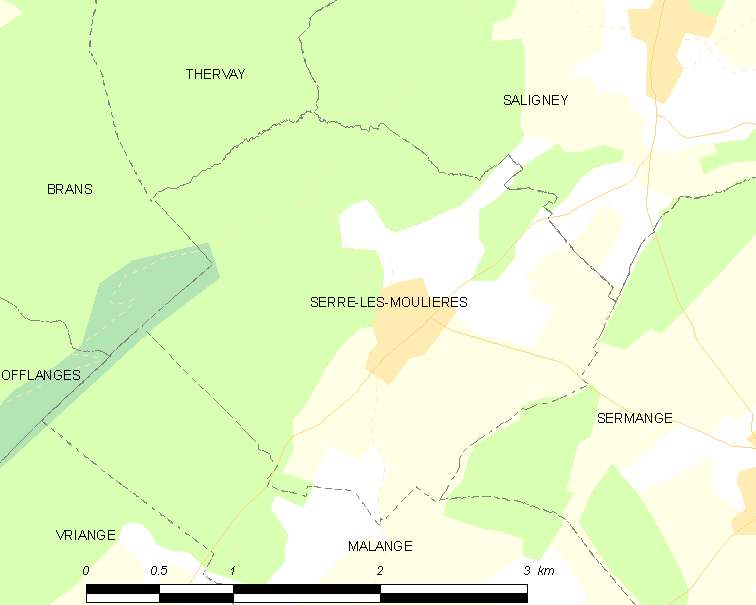
塞尔莱穆利耶尔的OSM定位图

塞尔莱穆利耶尔的时区为UTC+01:00、UTC+02:00（夏令时）。

## 行政
塞尔莱穆利耶尔的邮政编码为39700，INSEE市镇编码为39514。

## 政治
塞尔莱穆利耶尔所属的省级选区为欧蒂姆县。

## 人口

1962-2008年间塞尔莱穆利耶尔人口变化图示

塞尔莱穆利耶尔于2022年1月1日时的人口数量为186人。